# Кипець блискучий
Кипець блискучий (Koeleria splendens) — вид трав'янистих рослин з родини злакові (Poaceae), поширений у Марокко й південній Європі.

## Опис
Багаторічна рослина. Стебла 20–50 см заввишки. Волоть 3–8 см завдовжки, яйцювато-довгаста. Зернівки 3.2–3.8 × 0.9–1.1 мм; верхівка гостра; поверхня блискуча, жовтувата. 2n=28. 

## Поширення
Поширений у Марокко й південній Європі.